# نور حسین
نور حسین (انگلیسی: Noor Husin؛ زادهٔ ۳ مارس ۱۹۹۷) بازیکن فوتبال اهل افغانستان است.
وی در چندین باشگاه مطرح انگلستان و همچنین در تیم ملی فوتبال افغانستان بازی کرده‌است.